# Alupka
Alupka este un oraș din raionul Ialta, Republica Autonomă Crimeea (Ucraina). Are cca 9 mii locuitori (2001).
Orașul e situat la poalele Munților Crimeii, pe litoralul Mării Negre, fiind una din cele mai vechi și cunoscute stațiuni balneare din fosta URSS. Stațiunea e renumită și pentru palatul conților Voronțov, actualmente unul din cele mai celebre muzee din Ucraina. Palatul a fost construit în prima jumătate a secolului XIX în stil pseudomaur și e amplasat la poalele muntelui Ai-Petri, pe malul mării, într-un superb parc peizager.

## Demografie
Componența lingvistică a orașului Alupka
     Rusă (86,46%)
     Ucraineană (9,51%)
     Tătară crimeeană (1,27%)
     Alte limbi (0,43%)
Conform recensământului din 2001, majoritatea populației orașului Alupka era vorbitoare de rusă (86,46%), existând în minoritate și vorbitori de ucraineană (9,51%) și tătară crimeeană (1,27%).